# Bosquet de la Colonnade
Le bosquet de la Colonnade est un bosquet des jardins de Versailles.
« On entrera dans la Colonade, on ira dans le milieu, où l’on fera le tour pour considérer les colonnes, les ceintres, les bas reliefs et les bassins. »
- Manière de montrer les jardins de Versailles, Louis XIV, 1689.

## Localisation
Le bosquet de la Colonnade est délimité à l'ouest par l'allée d'Apollon et au sud par l'allée du Mail.
À l'est se trouve le bassin du Miroir, et à son angle nord-est, le bassin de Saturne.

## Composition Architecturale

### Paysage & Structure à l'Antique
Le bosquet de la Colonnade est triangulaire, à l'intérieur se trouve un salon de verdure circulaire entouré d'une colonnade de marbre de près de 40 mètres de diamètres. Il est accessible à ses trois points cardinaux par 4 allées.
L'espace est organisé en rotonde, à l'Antique. Son péristyle en double rangée de pilastres et colonnes ioniques en font un des bosquets ou la composition architecturale est la plus prépondérante du Jardin de Versailles.

La structure du péristyle est constituée de 32 colonnes de marbre reliées par des arcades. Chaque colonne est couronnée par un pot-à-feu. En arrière de chaque colonne se trouve un pilastre lui étant relié par un contrebutement. Le péristyle principal est achevé par des arcs en cintre courbés, ornés de bas-reliefs, un entablement en marbre blanc doté d'une légère corniche. Les claveaux des arcades sont également ornées de mascarons. 

Galerie
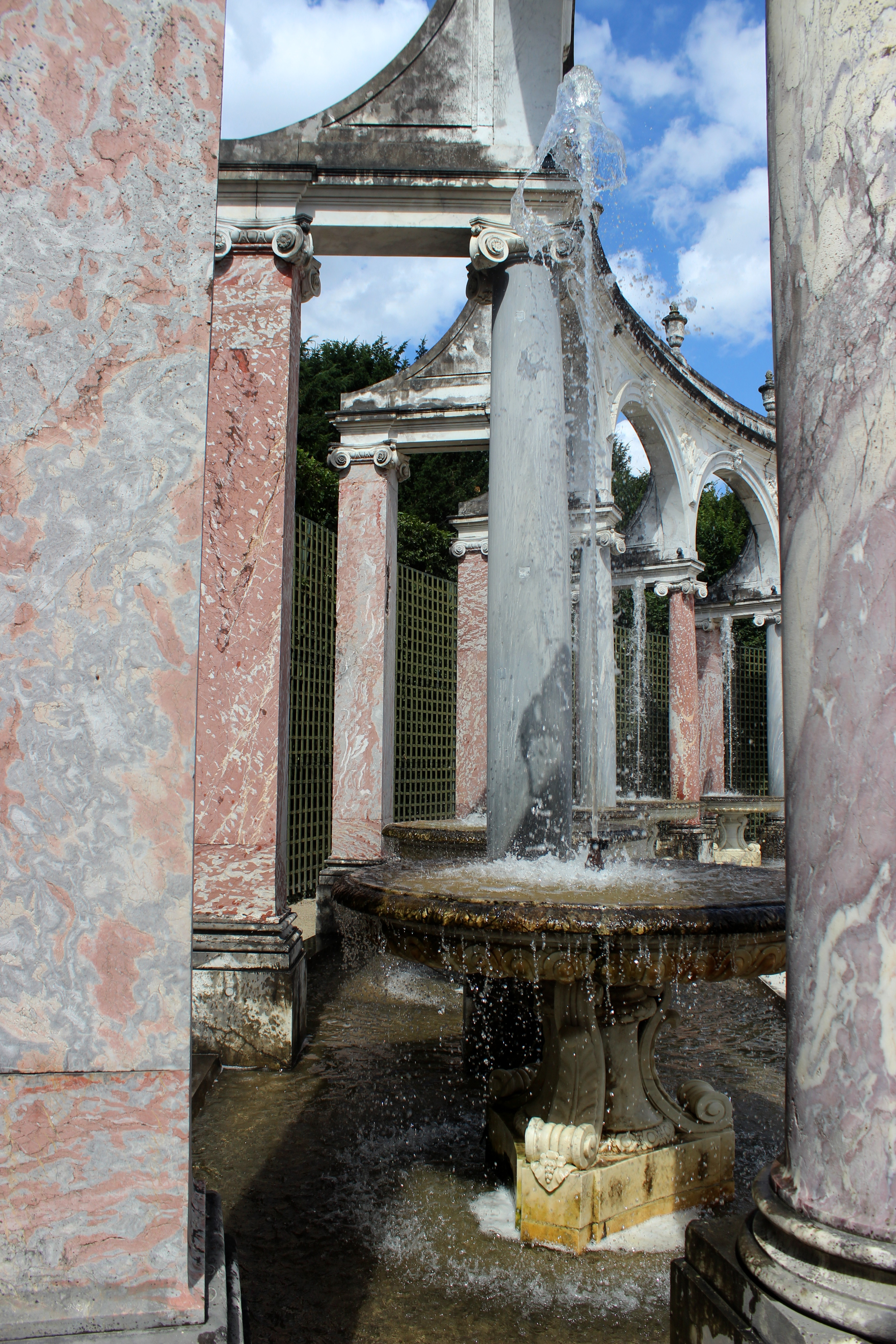
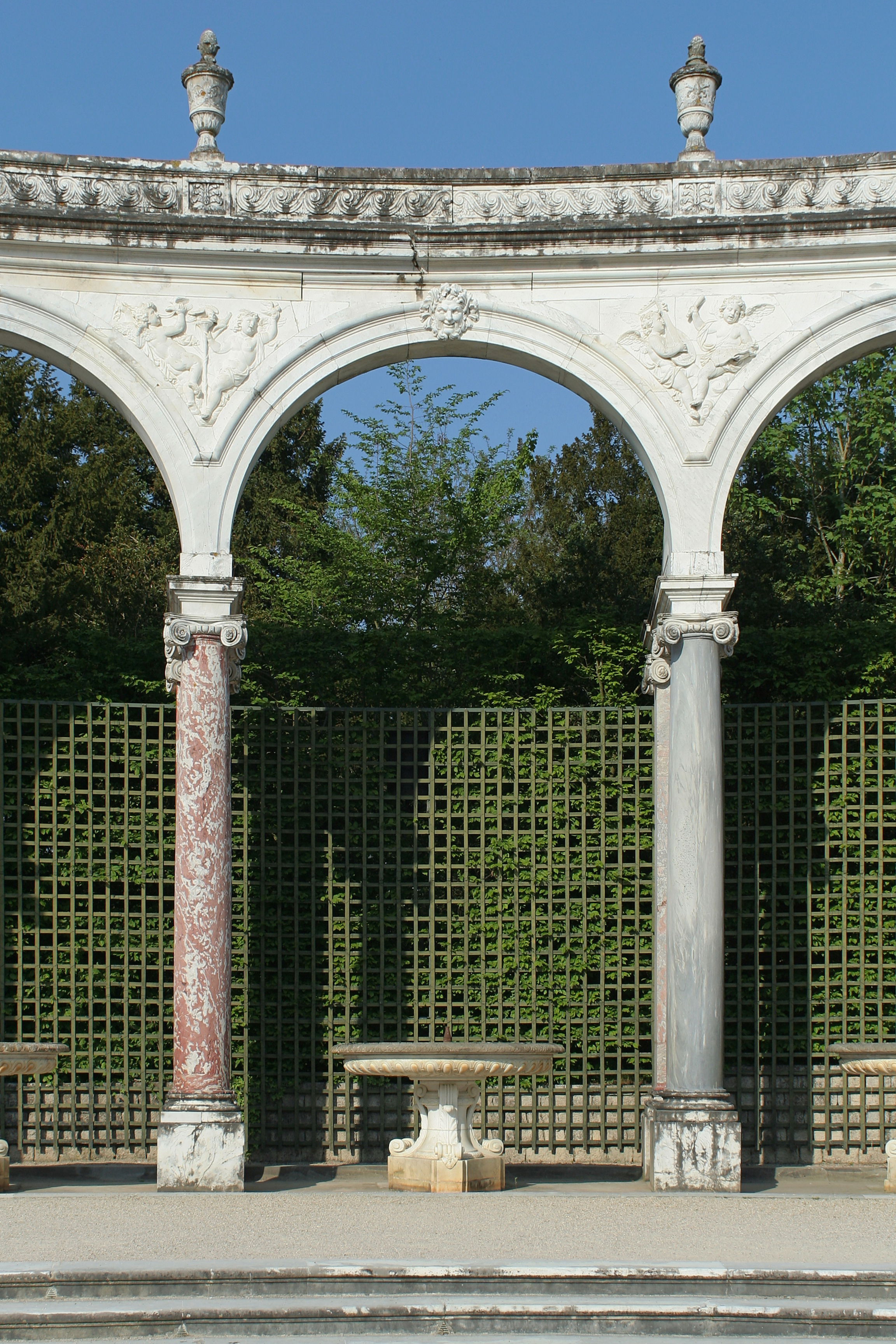
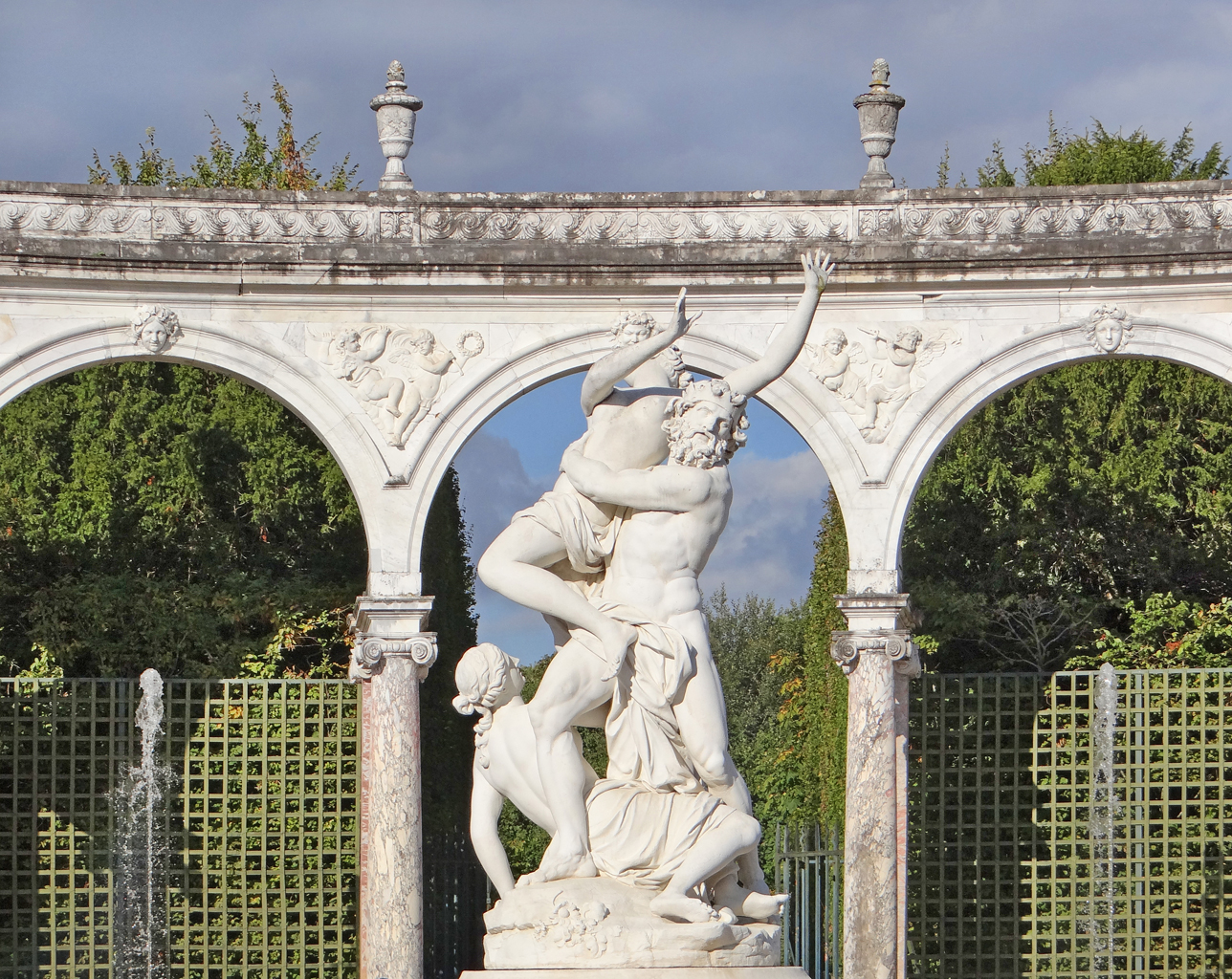
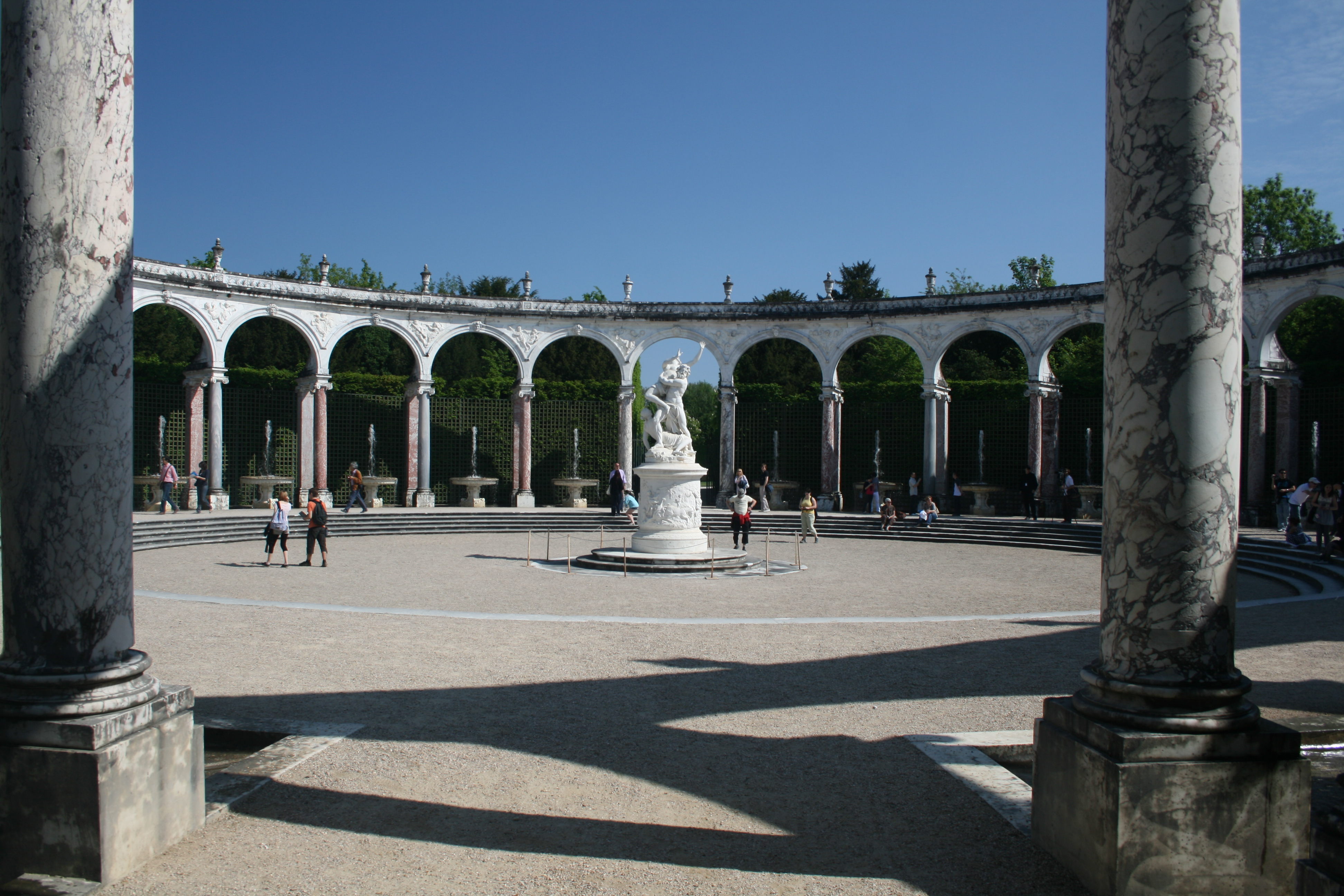

### Marbres
Le bosquet se distingue par la grande présence de marbres. Cette présence est due à la date des travaux d'aménagement (1683-1688) concordant à l'arrivée en masse à Versailles de diverses essences de marbres ainsi qu'à son maître d'œuvre, alors celui également du château, Jules Ardouin Mansart.
Il dispose de différentes essences de marbres parmi lesquelles:
Du rouge du Languedoc de Caunes-Minervois,, du bleu turquin de Saint Béat ainsi que du brèche violette de Serravezza. Les arcades ainsi que les sculptures, les emmarchements et les caniveaux sont eux en marbre de Carrare,.

### Jeux d'eaux

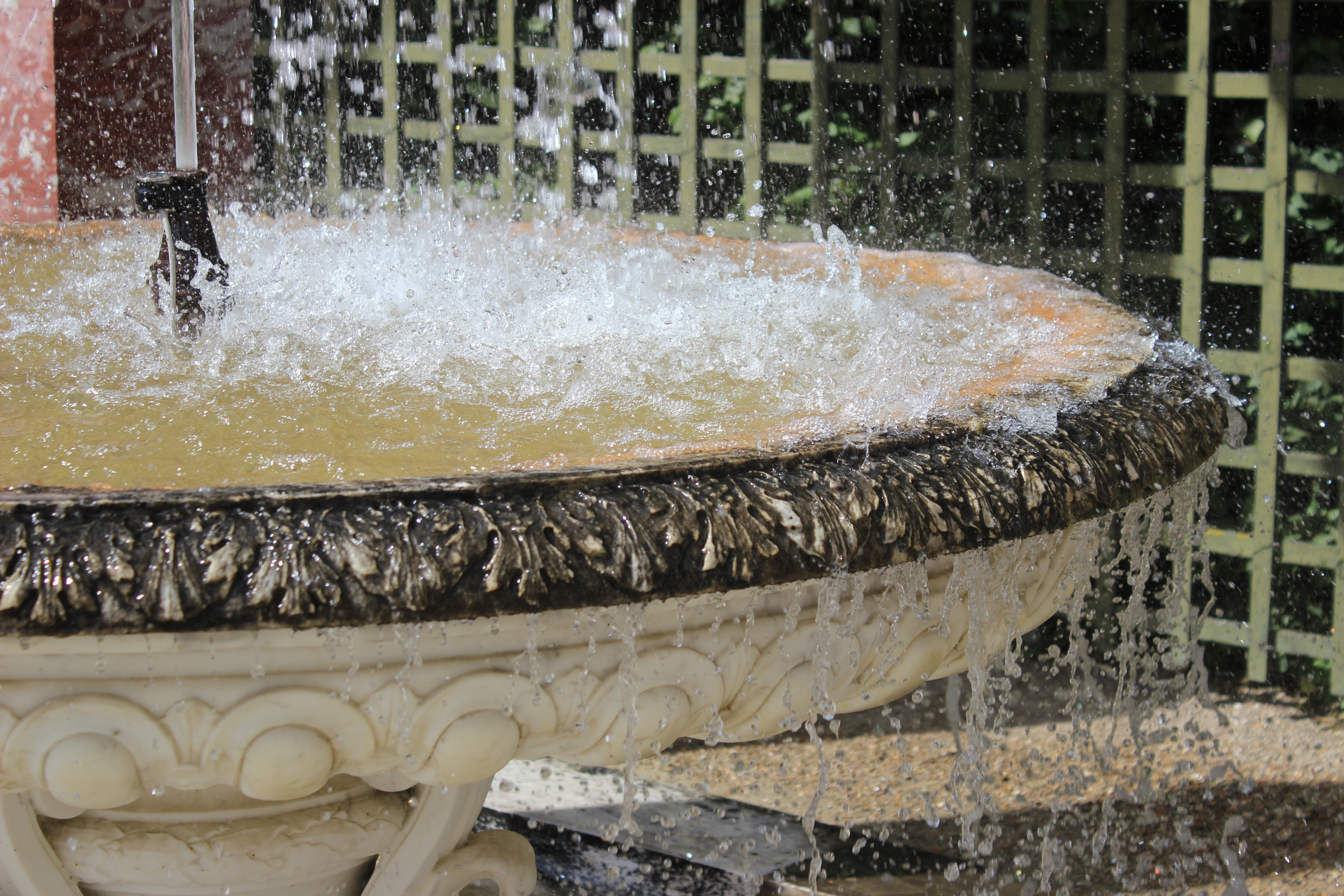
Détail d'une des vasques du bosquet

Au pieds du péristyle se trouvent aujourd'hui vingt-huit vasques sur piètement triangulaire. A l'origine il y en avait trente et une mais lors de l'ouverture de trois entrées supplémentaires en 1704, deux furent déplacées pour deux au bosquet de la Salle des Marronniers . La trente et unième fut déplacée au domaine de Marly la même année avant de rejoindre finalement le bassin central du Jardin des Tuileries. Une trente deuxième vasque était originellement prévue, en retrait dans l'entrée boisée du bosquet.
Le détail des vasques est fait ainsi: « Trente grands bassins de marbre blanc, dont deux dans la Salle des marronniers et 28 dans la Colonnade. Le bord est orné de feuilles d’eau et de fleurons, et le dessous entouré de godrons qui naissent d’une coquille, ayant six pieds trois pouces de diamètre (190cm) sur dix pouces et demi d’épaisseur (25,4cm); posez sur un pied, de deux pièces et de deux pieds six pouces de haut (76,2cm), orné par le haut d’un cordon de feuilles de laurier et, par le bas, d’oves entrelassées de fleurons, avec trois consoles en tiers point taillées d’architecture et d’une grande feuille d’eau ».

## Sculptures

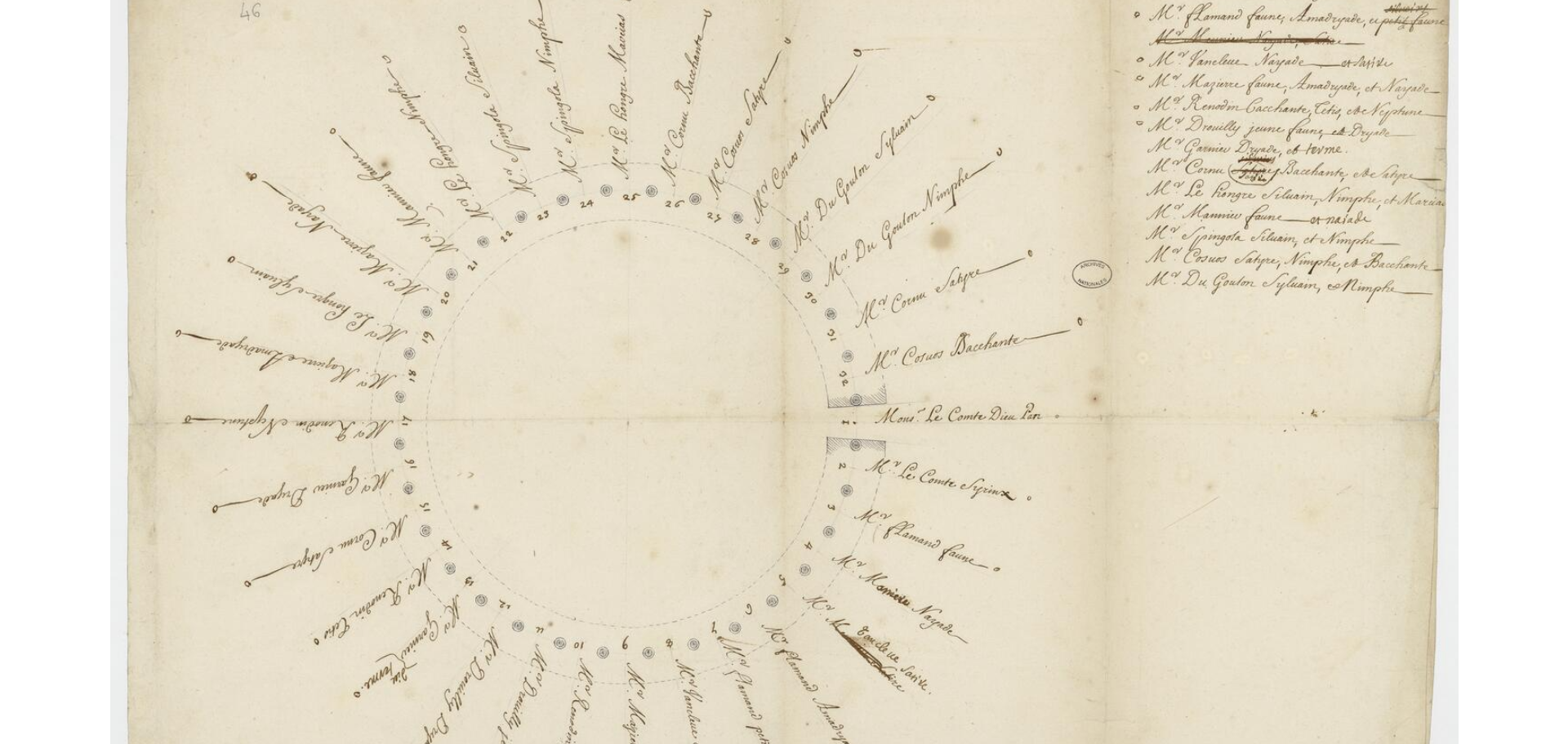
Division du bosquet en fonction des auteurs des bas-reliefs des écoinçons.
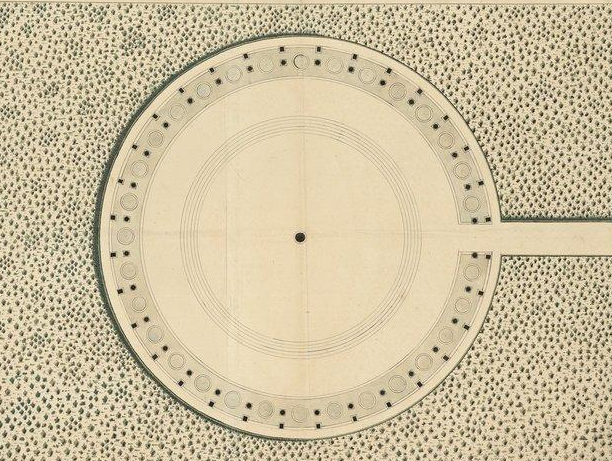
Plan masse de Mansard, le bosquet ne dispose alors que d'une seule entrée (ouest)

### Arcades
Les écoinçons de l'arcade sont ornés de bas-reliefs représentant des enfants jouant de la musique ou à des jeux champêtres. Ils ont été sculptés par Coysevox, Le Hongre, Tuby, Mazière, Leconte, Granier et Vigier. Des têtes de nymphes, de naïades et de dieux figurent sur les claveaux des arcs.
À l’ouest, l’arcade qui correspondait alors à la seule entrée de la Colonnade (celle donnant le plus directement vers le bassin du char d'Appolon) fut surmontée d’une tête de Pan, encadrée par celles d’une Bacchante et de Syrinx. L’ensemble fut conçu de manière à faire alterner les têtes masculines – faunes, satyres, sylvains, ainsi que Marsyas et, en face de Pan, Neptune – et les têtes féminines – naïades, dryades, hamadryades, bacchantes, nymphes, parmi lesquelles Thétis.

### Centre de la rotonde

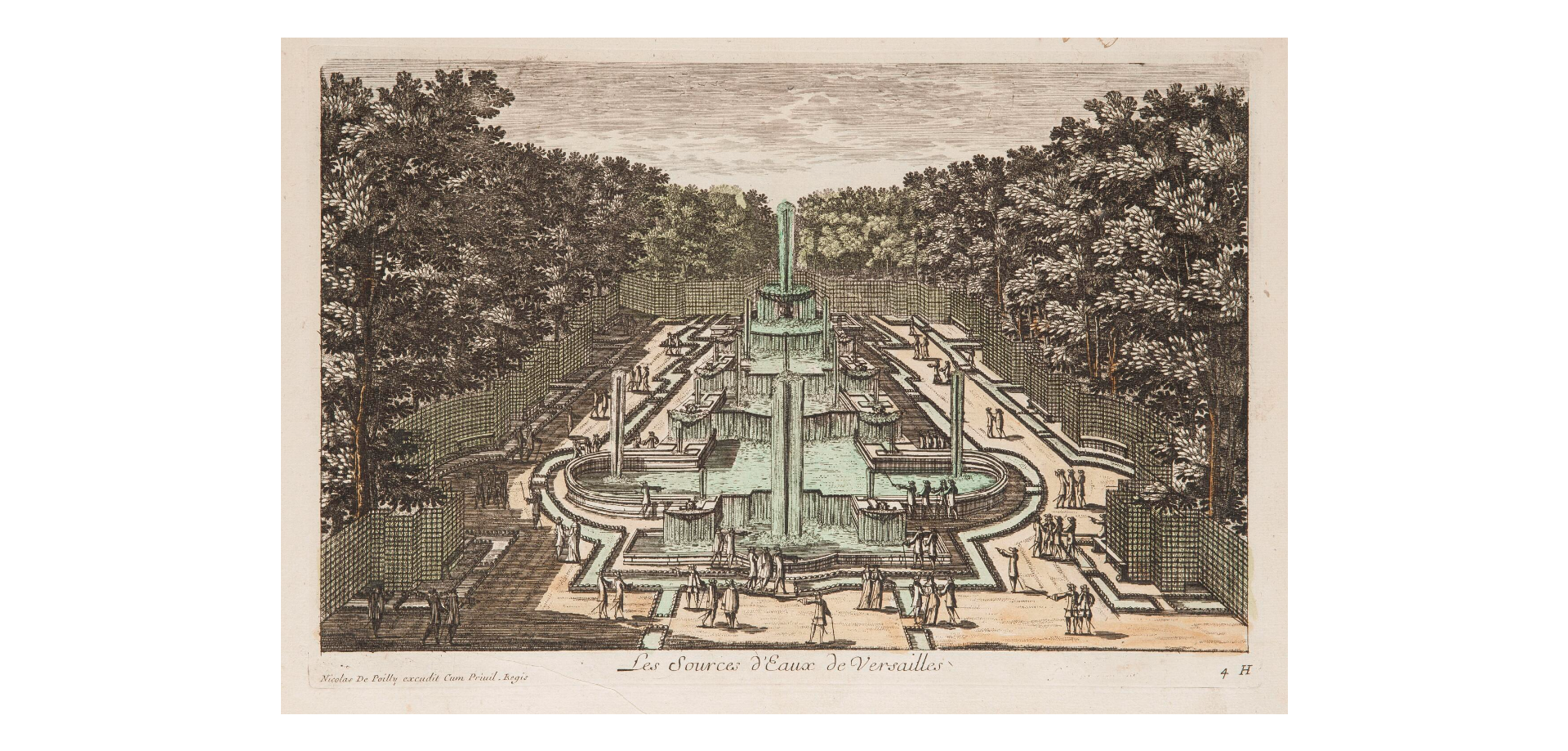
Nicolas de Poilly, Les Sources d’Eaux de Versailles, vers 1682-1684

Au centre de la colonnade se trouve un moulage du groupe sculpté de François Girardon, l'Enlèvement de Proserpine par Pluton, depuis 1990. L'original est conservé depuis 1955 dans le vestibule nord de l'Orangeriedu château.

L'Enlèvement de Proserpine par Pluton
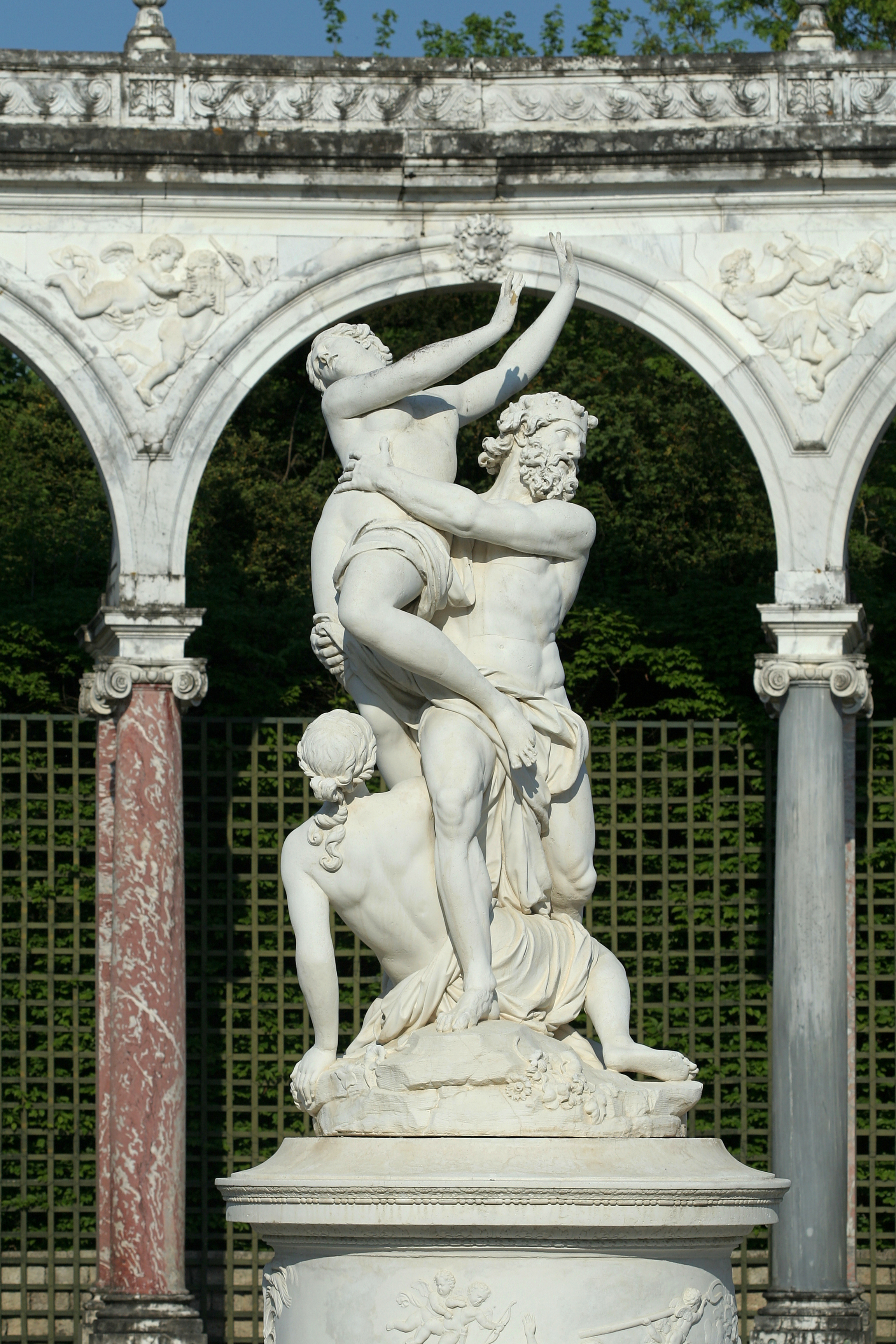
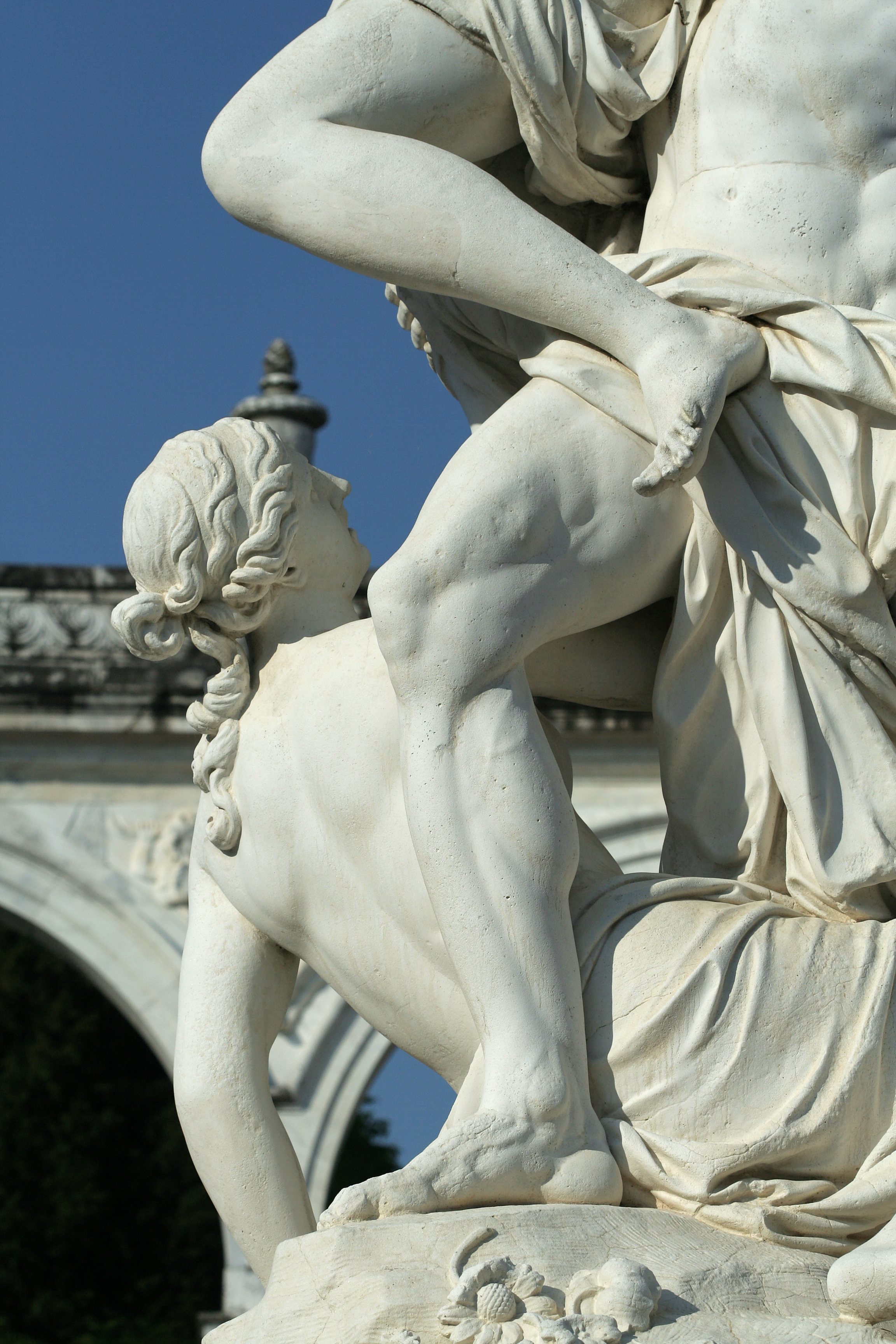
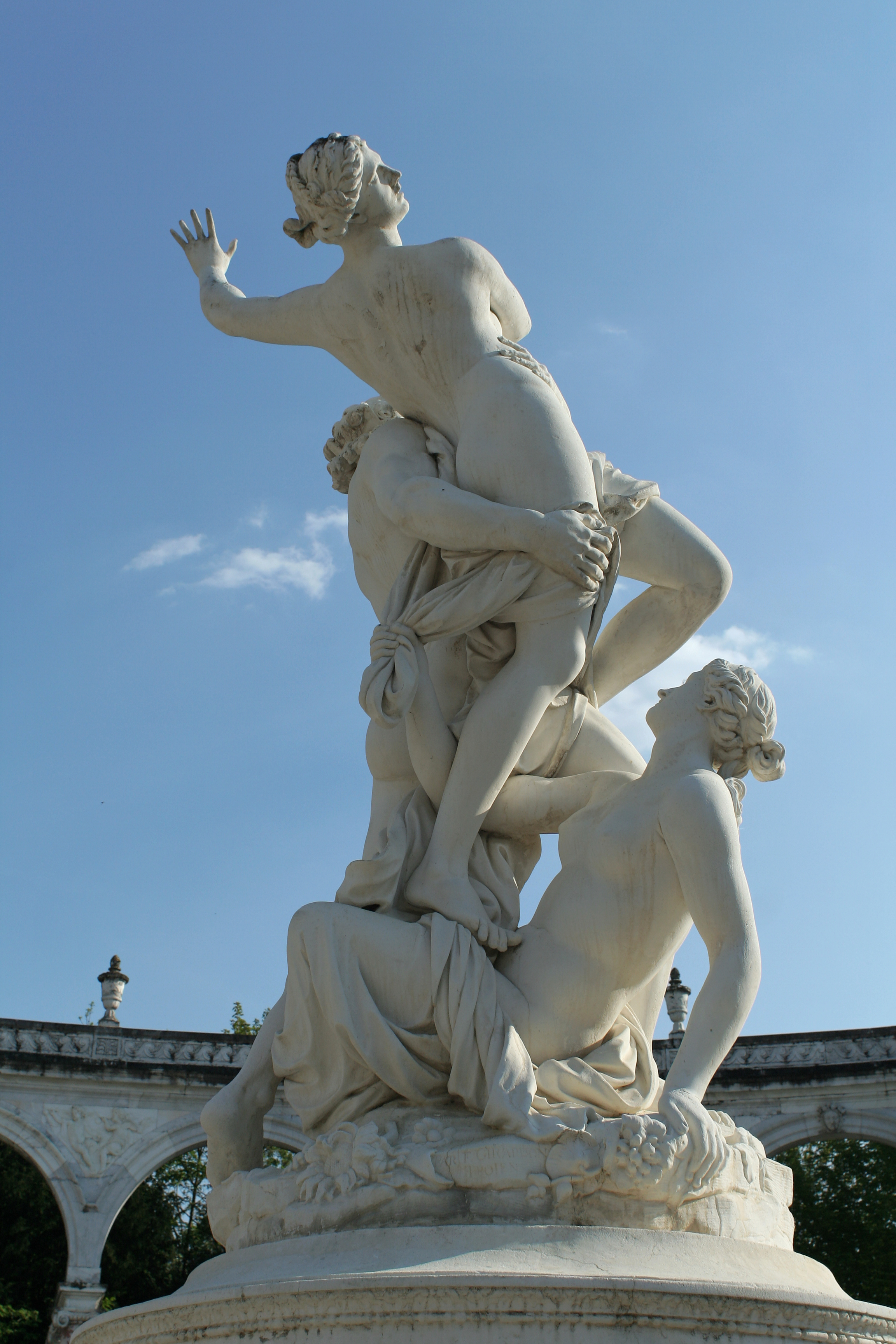
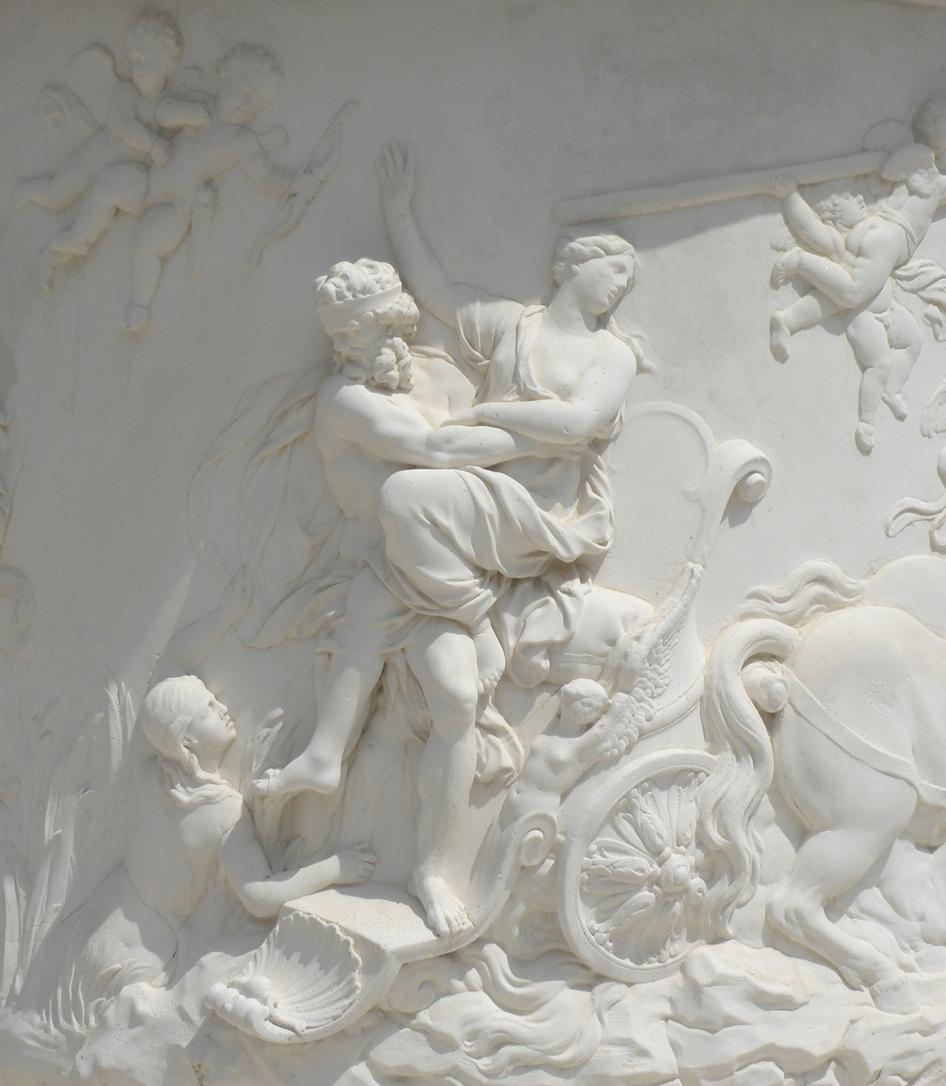
Bas-relief du socle

## Histoire
Le bosquet de la Colonnade a été construit en 1685 par Jules Hardouin-Mansart à l'emplacement d'un bosquet plus ancien nommé bosquet des Sources, à l'instigation de Louis XIV, qui voulait une « colonnade de marbre avec de grosses fontaines ».
En 1704, 3 entrées supplémentaires sont percées, réduisant le nombre de fontaines.
Depuis 2025 un des couples colonne/pilastre (le rayon 10) est étayé et en attente de restauration, le reste du bosquet devrait subir une prochaine campagne de restauration dans les prochaines années, le marbre étant un matériaux très sensible aux conditions climatiques.